# Rosemarie Ambé
Rosemarie Ambé (née le 7 février 1941 à Perleberg, morte le 16 juin 2014) est une chanteuse allemande.

## Biographie
Après avoir travaillé en tant que secrétaire, elle commence en 1962 sa carrière de chanteuse en RDA. La même année, elle a un engagement avec la revue du Friedrichstadt-Palast, avant que le compositeur Gerd Natschinski la découvre. En 1970, elle est présente au Festival de Sopot avec la chanson Blasmusik ist Balsam für die Ohren.
En 1974, elle présente en compagnie de Fred Schmidt Oberhofer Bauernmarkt, une émission de variétés s'inspirant de Zum Blauen Bock à l'ouest.
Après la fin de la RDA, sa carrière s'éteint presque. En 2009, on peut entendre sa chanson Es fängt ja alles erst dans le film Boxhagener Platz.

## Source de la traduction
- (de) Cet article est partiellement ou en totalité issu de l’article de Wikipédia en allemand intitulé « Rosemarie Ambé » (voir la liste des auteurs).